# Людвиг V (герцог Баварии)
Людвиг V (нем. Ludwig V.; май 1315 — 18 сентября 1361) — герцог Баварии с 1347 года, маркграф Бранденбурга в 1323—1351 годах, граф Тироля с 1342 года, из династии Виттельсбахов.

## Биография
Людвиг V был старшим сыном императора Священной Римской империи Людвига IV. Уже в возрасте 8 лет Людвиг получил от отца маркграфство Бранденбургское, однако его правление там не приобрело популярности местного дворянства.

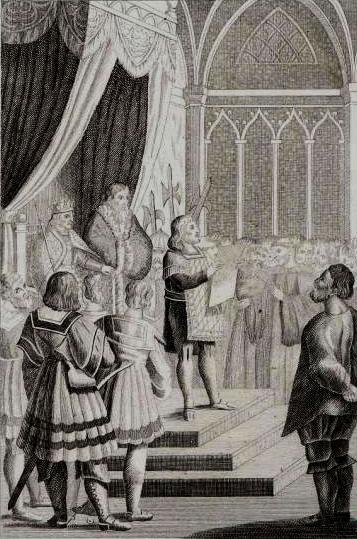
Чтение первого декрета Людвига V, герцога Баварии

В 1342 году Людвиг женился на Маргарите Маульташ, правительнице обширного Тирольского графства к югу от Баварии. Маргарита, однако, по церковному праву, ещё не считалась разведённой со своим первым мужем Иоганном Генрихом Люксембургским, поэтому брак Людвига и Маргариты вызвал скандал европейского масштаба. Несмотря на защиту «первого в истории светского брака» со стороны видных философов того времени Уильяма Оккама и Марсилия Падуанского, папа римский, находящийся в жёстком противостоянии с императором Людвигом IV, отлучил молодую пару от церкви.
После смерти своего отца в 1347 году Людвиг V вместе со своими пятью братьями был провозглашён герцогом Баварии. Спустя два года братья решили разделить герцогство. Людвиг V, его младшие братья Людвиг VI и Оттон V получили во владение Верхнюю Баварию, включающую территории по рекам Лех, Изар, Ампер и верховья Инна.
Отлучённый от церкви Людвиг V не мог претендовать на корону Священной Римской империи после своего отца. Императором был избран Карл IV, из конкурирующего дома Люксембургов. Людвиг V в союзе с английским королём Эдуардом III пытались добиться избрания антикоролём Германии Гюнтера Шварцбургского, однако вскоре после его избрания четырьмя курфюрстами Гюнтер был разбит сторонниками Люксембургов и умер. Тем не менее Людвигу V удавалось сдерживать агрессию нового императора против владений Виттельсбахов: в 1350 году он подавил восстание в Бранденбурге, инспирированное Карлом IV и приведшее к разорению этого княжества, а позднее Людвиг V отразил нападение императора на Тироль.
В 1351 году Людвиг уступил Бранденбургское маркграфство своим младшим братьям за возможность единовластного правления в Верхней Баварии. Он планировал навечно объединить Тироль с Баварией и создал единую администрацию для обоих своих княжеств. С публикацией в 1356 году Золотой Буллы Карла IV, ограничившей круг немецких князей, имеющих право избрания императора, семью курфюрствами (Бавария не входила в их число), начался новый виток конфликта между Людвигом V и императором.
В 1359 году Людвигу удалось добиться при помощи Габсбургов, также недовольных политикой Карла IV, снятия церковного отлучения с себя и своей жены.
В сентябре 1361 году Людвиг V скончался по пути из Тироля в Мюнхен. Ему наследовал его сын Мейнхард III.

## Браки и дети
- (1324) Маргарита Датская (1305—1340), дочь Кристофера II, короля Дании

Елизавета (1326?—1345?)
- (1342) Маргарита (1318—1369), графиня Тироля, дочь Генриха, короля Чехии

Герман (1343—1360)
Мейнхард III (1344—1363), герцог Верхней Баварии и граф Тироля